# John Bowers (Schauspieler)

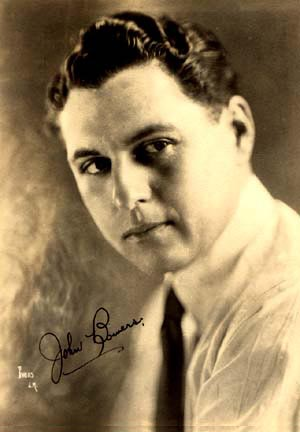
John Bowers

John Bowers (gebürtig: John E. Bowersox; * 25. Dezember 1885 in Garrett, Indiana; † 17. November 1936 in Santa Monica, Kalifornien) war ein US-amerikanischer Film- und Theaterschauspieler.

## Leben
John Bowers, der Sohn von George und Ida Bowersox, wuchs in DeKalb County (Indiana) auf. Da sein Vater als Ingenieur bei der Eisenbahn beschäftigt war, war dieser oft für Monate auf Montage, so dass der junge John schon früh seiner Mutter unter die Arme greifen musste. Als junger Erwachsener zog Bowers nach Huntington, wo er ein Studium der Betriebswirtschaftslehre an einem dortigen College begann. Hier kam er auch erstmals mit einem Laientheater in Kontakt und brach rasch sein Studium ab, um sich einer Schauspieltruppe anzuschließen. Mit dieser kam er 1912 auch nach New York City, wo er im August desselben Jahres sein erstes Engagement am Broadway bekam. Zwei weitere Produktionen, die bis November 1916 aufgeführt wurden, folgten.
Im Stummfilm The Baited Trap aus dem Jahr 1914 feierte Bowers auch sein Debüt als Filmschauspieler. Der Western In the Days of the Thundering Herd – ebenfalls 1914 produziert – festigte Bowers’ Ruf als ernster Charakterdarsteller, der im Lauf der kommenden Jahre in dutzenden weiteren Filmen als Schauspieler überzeugte. So drehte er allein im Jahr 1918 elf Spielfilme und in den Jahren 1919 bis 1923 34 weitere. Es gab bald in Hollywood ein ganzes Team von Autoren, darunter Rex Beach und Gertrude Atherton, die ausschließlich Drehbücher für John Bowers schrieben.
1923 lernte er bei den Dreharbeiten zum Filmdrama Desire die Schauspielerin Marguerite De La Motte kennen, die er kurze Zeit später auch heiratete. Beide waren aber auch vor der Kamera ein Paar und drehten zwischen 1923 und 1927 zwölf gemeinsame Filme.
Bowers Karriere endete abrupt, als Hollywood den Tonfilm einführte. Von den insgesamt 94 Filmen, in denen Bowers zu sehen war, wurden nur drei Filme mit Ton produziert. 1931 stand er im Western Mounted Fury von Regisseur Stuart Paton in der Rolle eines Alkoholikers zum letzten Mal vor der Kamera. Auch privat folgte der Absturz, als sich Marguerite De La Motte zu Beginn der 1930er Jahre von Bowers scheiden ließ. Die Ehe war kinderlos geblieben.

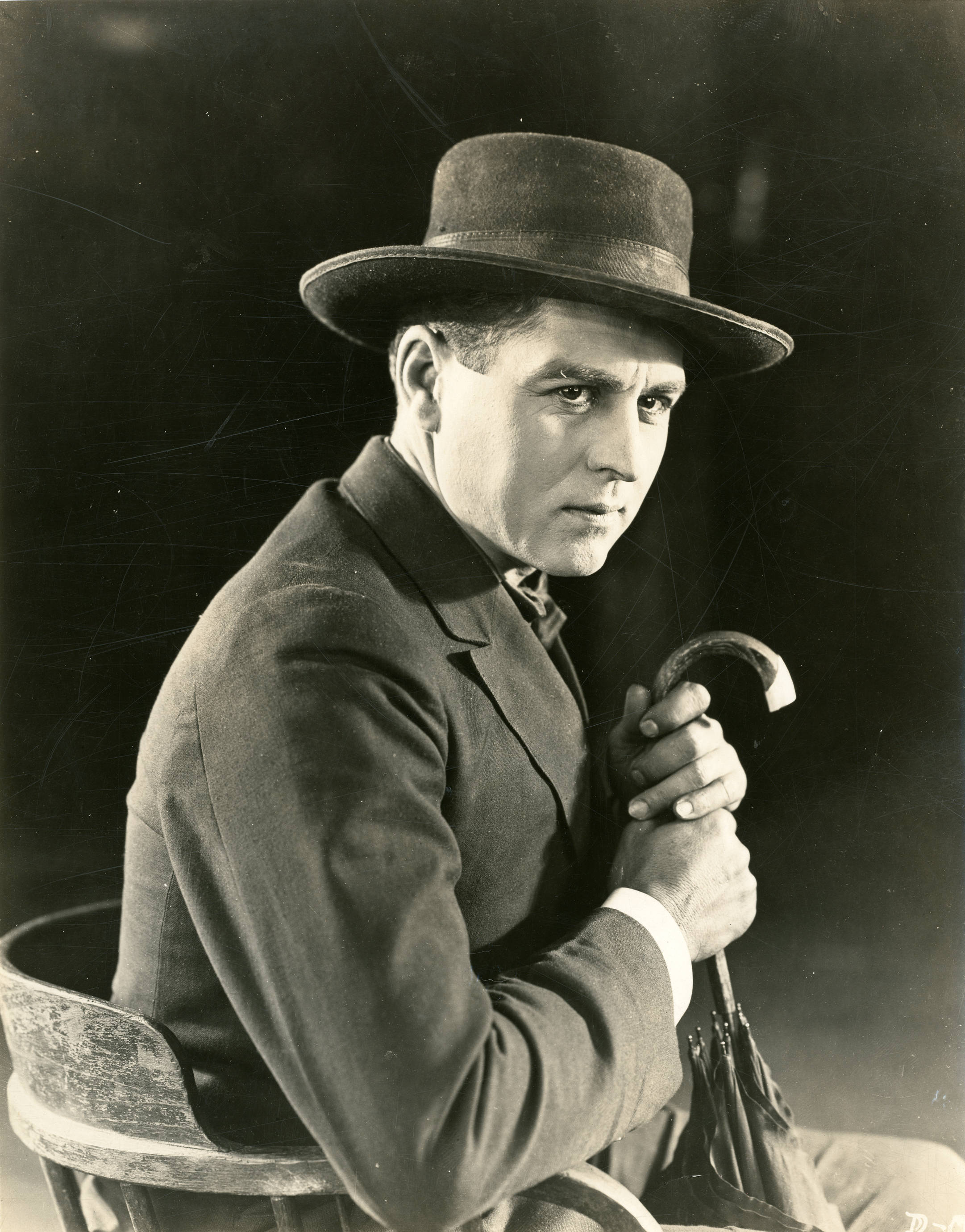
John Bowers (1921)

Kurze Zeit zog Bowers zurück nach Indiana und stand seiner Mutter in ihren letzten Jahren bei. Sie starb 1936. Danach zog es Bowers nach Santa Catalina Island (Kalifornien), von wo aus er vergebens versuchte, Kontakte zu Filmproduzenten zu knüpfen und Filmangebote zu bekommen. Vermutlich eine Absage eines seiner Freunde, des Regisseurs Henry Hathaway, war es, die Bowers noch tiefer in Depression und Selbstaufgabe trieben.
Am Morgen des 17. November 1936 fanden Fischer am Strand von Malibu eine angeschwemmte Wasserleiche. Ein Sheriff identifizierte den Leichnam als jenen von John Bowers. Spätere Untersuchungen ergaben, dass Bowers zwei Tage zuvor ein Boot gemietet hatte, das ebenfalls später angetrieben wurde. Ob es ein Unfall war oder ob Bowers durch Ertrinken Suizid begangen hatte, kann heute niemand mehr sagen, da es keine Zeugen der Ereignisse gibt. Sein beruflicher Absturz sowie insbesondere sein Tod durch Ertrinken lieferten den Drehbuchautoren von A Star Is Born (1937) viele Inspirationen, so wandert die männliche Hauptfigur eines abgehalfterten Filmstars in diesem Film als Suizid ins Meer.
Heute erinnert ein Stern am Hollywood Walk of Fame an John Bowers.

## Filmografie (Auswahl)
- 1914: The Baited Trap (Kurzfilm)
- 1914: In the Days of the Thundering Herd
- 1917: Betsy Ross
- 1920: Godless Man
- 1921: The Ace of Hearts
- 1921: The Sky Pilot
- 1922: Im Wirbel der Fluten (Quincy Adams Sawyer)
- 1922: Lorna Doone
- 1924: Ihr Junge (So Big)
- 1924: The White Sin
- 1925: Ein König im Exil (Confessions of a Queen)
- 1929: Sag' es mit Liedern (Say It with Songs)
- 1929: Skin Deep
- 1931: Mounted Fury